# امتحان (فیلم ۱۹۷۴)
امتحان (انگلیسی: Imtihan) یک فیلم به کارگردانی مادان سینها در ژانر دلهره‌آور است که در سال ۱۹۷۴ منتشر شد. از بازیگران آن می‌توان به وینود کانا، تانوجا و بیندو اشاره کرد.